# Sandra Eades
Sandra Eades (* 11. Juli 1949 in Chelmsford, England) ist eine englische Malerin und Fotokünstlerin.

## Leben

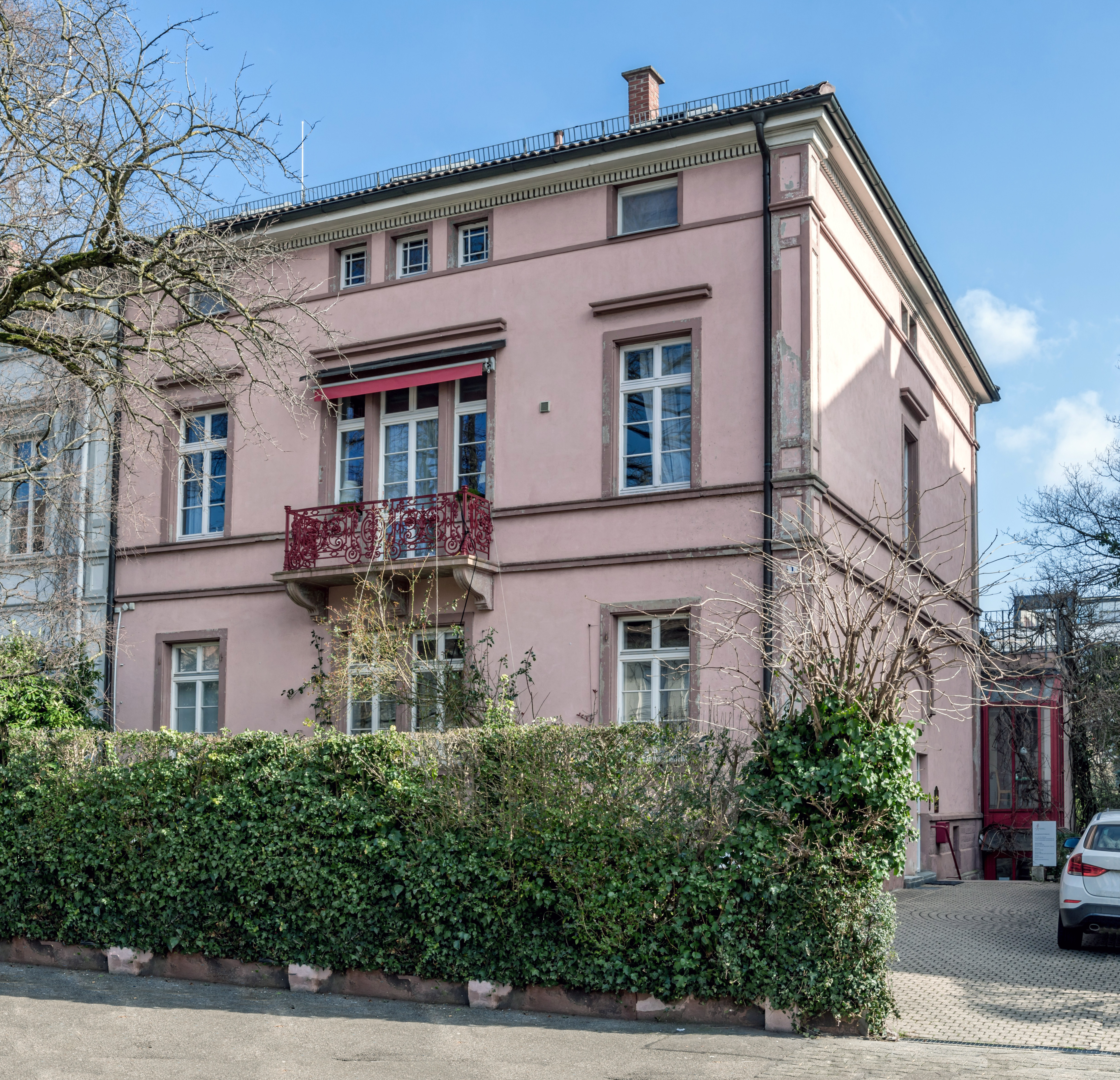
Atelier und Ausstellungsraum, Luisenstraße 1, Freiburg

Sandra Eades wurde im District Chelmsford in der Grafschaft Essex geboren. Sie studierte von 1966 bis 1968 an der Colchester School of Art und von 1968 bis 1971 am Central Saint Martins College of Art and Design in London, wo sie ihren späteren Mann Reinhard Klessinger (* 1947) kennenlernte. Gefördert durch ein Stipendium des Deutschen Akademischen Austauschdienstes (DAAD) zog sie 1971 mit ihm nach Düsseldorf und studierte bis 1973 an der Kunstakademie als Meisterschülerin bei Rupprecht Geiger. Anschließend lebte sie mit ihrem Mann in Freiburg und Umgebung, ab 1979 in Ihringen. Sie arbeitet in ihren Ateliers im Freiburger Stadtteil Altstadt sowie in Lothringen.
Im November 2018 gründeten Eades und Klessinger die E&K Stiftung. Im Erdgeschoss des um 1860 gebauten Hauses befinden sich deren „Räume für visuelle Kunst – Space for Visual Art“. Kern der Kunstsammlung und von Ausstellungen ist beider Werk, ergänzt mit Leihgaben anderer Künstler.

## Werk

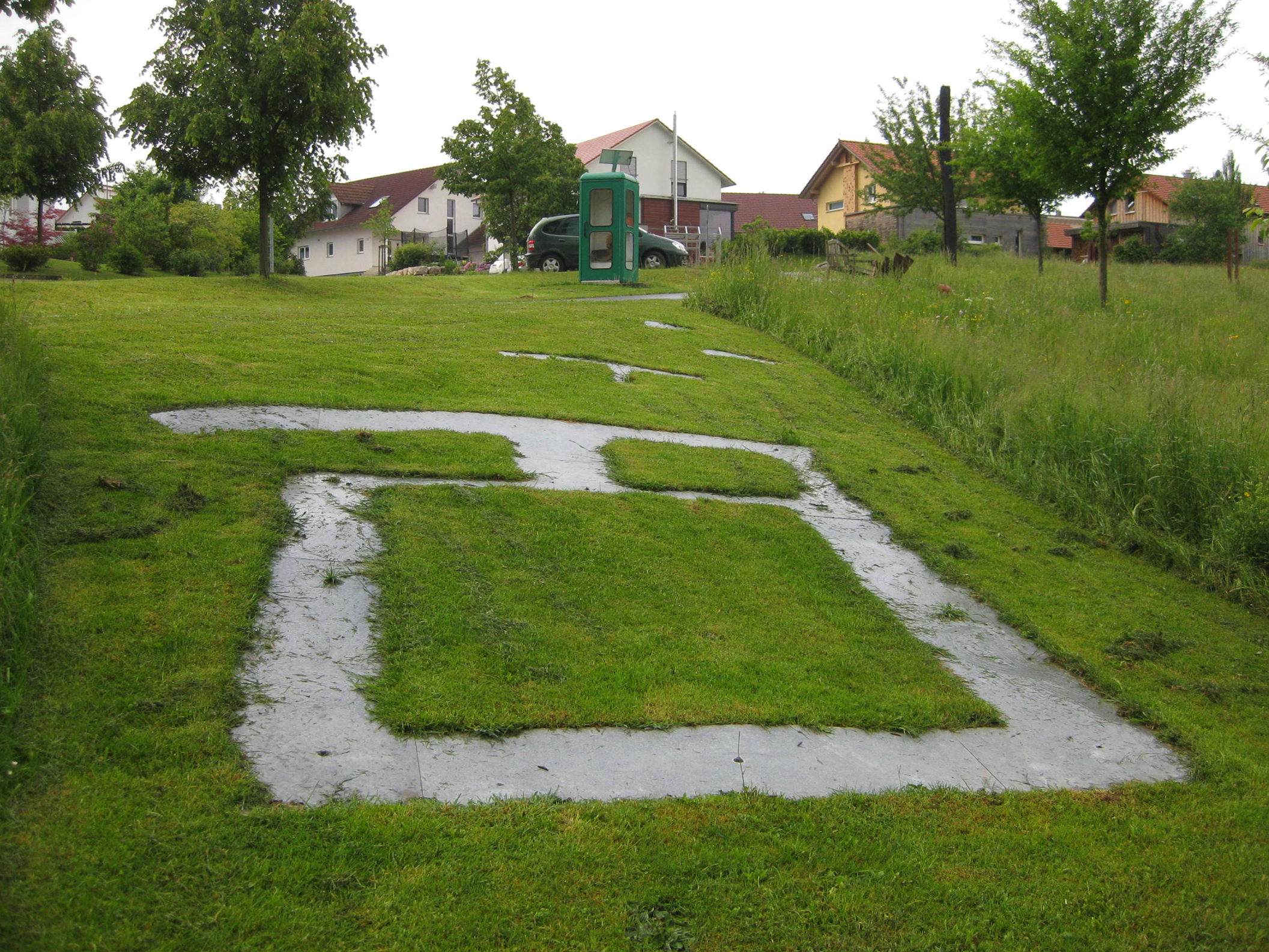
Outbreak Nr. 4, 1998, Skulpturenfeld „KUNSTdünger Rottweil“, Rottweil-Hausen

In ihren Photo-Paintings verbindet Sandra Eades Fotografie, monochrome Malerei und Aquarellzeichnungen. Ein wesentliches Merkmal ihrer Werke ist die streng geometrische Aufteilung von rechteckigen Bildflächen in klar getrennte Segmente mit Fotografien, monochromen Farbflächen und minimalistischen Zeichnungen. Sie fotografiert analog mit Filmen, die entwickelt werden müssen. Seit 1991 überträgt sie auch die von ihr in der Malerei verwendeten reduzierten Formen um ein Vielfaches vergrößert auf geschnittenes, verzinktes Stahlblech, die sie auf Rasen oder im Wald auslegt. Die sich im Jahr vollziehenden Veränderungen an ihren Installationen durch die wachsende Vegetation hält sie fotografisch fest.
Seit 1994 ist Sandra Eades Mitglied des Künstlerbundes Baden-Württemberg.
Werke von Sandra Eades befinden sich unter anderem in der Staatsgalerie Stuttgart, dem Kunstmuseum Bonn, dem Museum für Neue Kunst Freiburg im Breisgau, dem Markgräfler Museum Müllheim und der Staatlichen Kunsthalle Karlsruhe, zudem in den Museen der Stadt Lüdenscheid, dem Museum der Stadt Schleswig, dem Museum im Ritterhaus,  der Städtischen Galerie Rastatt, dem Vineta-Museum Barth in Mecklenburg-Vorpommern, dem Museum of Contemporary Graphic Art in Kairo und dem Augustinermuseum Freiburg. Als Kunst im öffentlichen Raum befinden sich Plastiken aus Stahlblech auf dem Skulpturenfeld „KUNSTdünger Rottweil“ in Rottweil-Hausen und ihre Werke Spiegelnde Tore sind Teil des Kunstpfads am Mummelsee in Seebach.

## Auszeichnungen, Stipendien und Preise (Auswahl)
- 1970: Stipendium der Pratt Stiftung für Malerei, London
- 1971–1973: Stipendium des DAAD
- 1986: Stipendium der Kunststiftung Baden-Württemberg[2]
- 1994: Stipendium des Kultusministeriums Schleswig-Holstein für das Künstlerhaus Selk
- 1998: Stipendium der Stiftung Kulturfonds, Berlin für das Künstlerhaus Lukas, Ahrenshoop
- 1999: Reisestipendium der Bundesrepublik Deutschland für Israel
- 2000: Preis der Heimattage Baden-Württemberg
- 2000–2001: Atelierstipendium der Kunststiftung Baden-Württemberg für Berlin
- 2004: Atelierstipendium Mummelsee, Schwarzwaldhochstraße, Seebach
- 2004: Dr.-Theobald-Simon-Preis der GEDOK[11]
- 2008: Atelierstipendium der Kunststiftung Baden-Württemberg für Berlin
- 2009: Stipendium Cité Internationale des Arts Paris, Paris
- 2010: Atelierstipendium der Kunststiftung Baden-Württemberg für Berlin
- 2011: Casa Zia Lina, Elba
- 2011: Kulturstiftung Rhein-Neckar-Kreis, Dilsberg
- 2013: Stipendium Cité Internationale des Arts Paris, Paris[8]
- 2014: Artist in Residence in der Villa Tamaris, La Seyne sur Mer, Region Provence-Alpes an der Côte d’Azur, Frankreich[5][9]
- August 2024: Maria-Ensle-Preis der Kunststiftung Baden-Württemberg für ihr Lebenswerk[2][12]

## Ausstellungen (Auswahl)

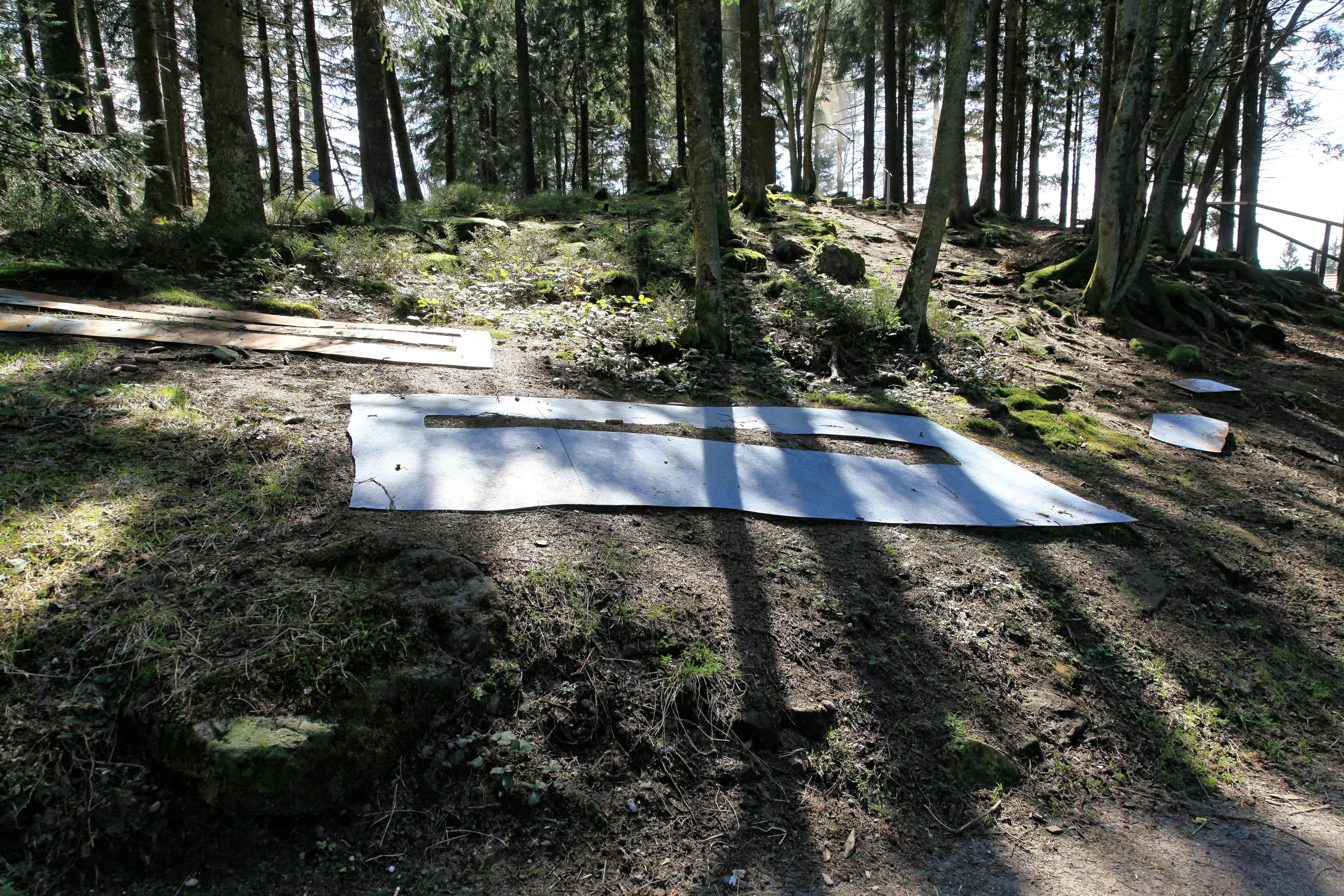
Spiegelnde Tore, Kunstpfad am Mummelsee, Schwarzwaldhochstraße, Seebach

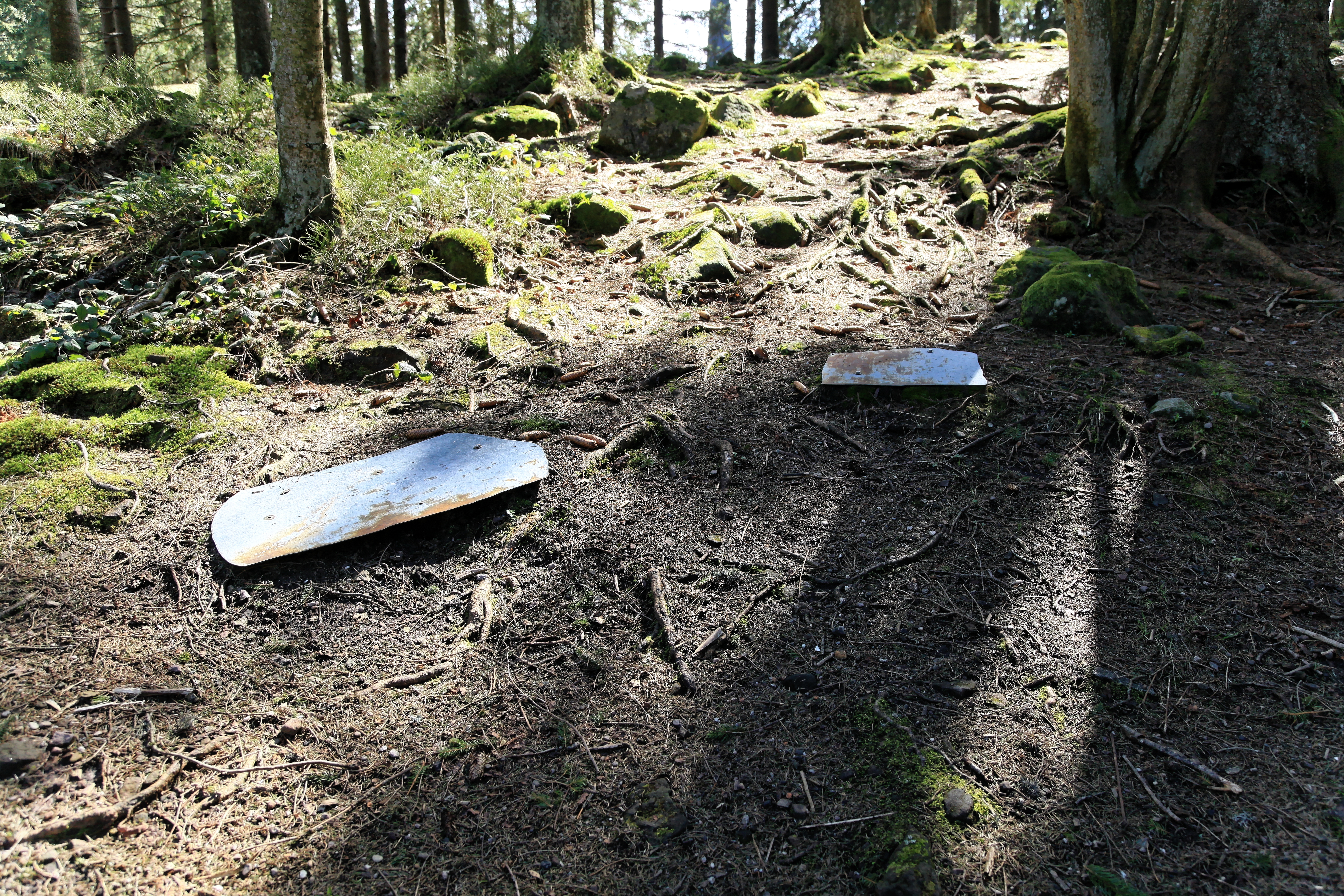
Spiegelnde Tore

- 1972: Prisma 72. Jahresausstellung Deutscher Künstlerbund, LVR-Landesmuseum Bonn
- 1984: Städtische Galerie Schwarzes Kloster, Ursulinenkloster Freiburg im Breisgau
- 1991: geschnittene Stahlbleche, Skulpturenausstellung Kurpark von Bad Krozingen[3]
- 1992: Gesellschaft der Freunde junger Kunst Baden-Baden
- 1994: Städtische Galerie Lüdenscheid
- 1998: Städtisches Museum Schleswig
- 1998: Tempo Reale, Kunstverein Meran, Italien
- 2000: Spiegelnde Tore. Kunstpfad am Mummelsee, Seebach
- 2002: Städtische Galerie Kirchheim unter Teck
- 2002: Sandra Eades, Vera von Reitzenstein, Yildiz Tüzün, Marisa Vola. Städtische Galerie Fruchthalle Rastatt[13]
- 2003: Vineta-Museum Barth
- 2003: Städtische Galerie Remscheid
- 2003: Altes Schloss Eremitage, Bayreuth
- 2004: Schloss Bonndorf
- 2006: Markgräfler Museum Müllheim
- 2006: Still & Konsequent. Museum für Gegenwartskunst Siegen[14]
- 2007: Stadtmuseum Hüfingen
- 2007: Counterparts. Sandra Eades – Reinhard Klessinger. Städtische Galerie Neunkirchen[6][15]
- 2010: Das besondere Blatt. Staatliche Kunsthalle Karlsruhe[10]
- 2017: inside, outside, upsidedown. Heimat- und Grimmelshausenmuseum, Oberkirch[16]
- 2021: Die Beschaffenheit der Wünsche. Stadtmuseum Hüfingen[17]
- 2024: A Room and a View. Museum Art.Plus, Donaueschingen[5]
- 2024/2025: Arbeiten aus 30 Jahren. Kunststiftung Baden-Württemberg, Stuttgart[2][3]
- 2025: I wonder what I wonder im Rahmen der Kunstreihe „Raumwunder“. Stadtmuseum Lahr, Lahr[18]